# Poulina
Poulina Group Holding S.A. ist ein tunesischer Industrie- und Dienstleistungskonzern mit Sitz in Ezzahra. Ursprünglich auf die Geflügelzucht spezialisiert, ist die Gruppe in immer mehr Tätigkeitsfelder eingestiegen und ist so zum führenden Privatkonzern des Landes geworden. Sie stellt Geflügelprodukte her (Hühnerteile, Putenteile und Eier), ferner Produkte für die Tierernährung, daneben Metallprodukte, Holzprodukte und weiße Haushaltsgeräte. Sie ist in der Herstellung von Lebensmitteln tätig (Eis, Margarine, Öl, Joghurt, Desserts, Milchprodukte, Säfte, Süßwaren usw.), außerdem in der Herstellung von Keramikfliesen und Verpackungen. In jüngerer Zeit ist sie in der Immobilienwirtschaft und im Bau von Gebäuden und Infrastrukturen, im Tourismus und in der Herstellung von Baumaterialien tätig.
Die Gesellschaft ist neben Tunesien in Marokko, Algerien, Libyen, Frankreich und Chinatätig.
Die Aktien sind an der Bourse de Tunis notiert und Teil des Tunindex.

## Geschichte
Die Gesellschaft wurde am 14. Juli 1967 von Abdelwahab Ben Ayed, einem Ingenieur, gegründet. Er investierte in den Geflügelsektor, nachdem ihm die unzureichende Nahrungsmittelproduktion Tunesiens bewusst geworden ist. Diese Entscheidung war nicht ohne Risiko, denn die Tunesier konsumierten damals nur sehr wenige Hühner. Die von ihm befragten Banken fanden sein Vorhaben so riskant, dass sie ihm hierfür keine Kredite zur Verfügung stellten. Sein Vater und seine Freunde liehen ihm das Startkapital (15.000 Dinar, damals fast 30.000 Euro) für die Gründung seiner Firma. Wegen der Umstände waren Ben Ayed und seine sechs Mitarbeiter gezwungen, alle benötigten Schritte selber zu leisten: Die Herstellung von Käfigen, die Vermarktung von Eiern und Fleisch, die Beschaffung von Getreide zur Fütterung der Hühner usw.
Dies ist die Grundlage für die spätere Diversifizierung des Konzerns. Im Laufe ihrer Geschichte war die Gruppe in der Lage, in verschiedene Geschäftsbereiche durch Erwerb von Unternehmen oder Gründung von Tochtergesellschaften zu investieren, sodass Poulina nach und nach zum größten privaten Konzern Tunesiens wurde. 1975 wurde der Schritt in die Metallurgie, im Jahr 2000 in den Tourismus und den Immobiliensektor gegangen. Im Jahr 2008 organisierte die Gruppe alle ihre Aktivitäten unter der Struktur der Poulina Group Holding und ging an die Börse. Sie war zu der Zeit die Gesellschaft mit der größten Marktkapitalisierung Tunesiens. Es war der größte afrikanische Börsengang in 2008.
Im Jahr 2017 unterstützte die Poulina-Gruppe die erste Ausgabe des Smart Agriculture Hackathon-Wettbewerbs, der sich auf die Entwicklung der besten Computeranwendung im Landwirtschafts- und Fischereisektor konzentrierte.